# Stortingsvalget 1915
Stortingsvalget 1915 blev afholdt i Norge i perioden fra 11. oktober til 1. november 1915. Det blev afholdt ved flertalsvalg i enmandskredse, et valgsystem som senere blev ændret ved valget i 1921, da forholdstalsvalg blev indført. 123 repræsentanter blev valgt ind i Stortinget.
Statsminister Gunnar Knudsen og Gunnar Knudsens anden regering, som er en af Norges histories længst siddende regeringer, fortsatte efter valget.

## Resultat
| Parti                       | Procent af stemmerne (%) | Ændring i forhold til 1912 | Mandater | Ændring i forhold til 1912 |
| --------------------------- | ------------------------ | -------------------------- | -------- | -------------------------- |
| Høyre og Frisinnede Venstre | 28,7                     | -4,3                       | 21       | -3                         |
| Arbeiderpartiet             | 32,0                     | +5,8                       | 19       | -4                         |
| Venstre                     | 33,3                     | -6,9                       | 74       | -2                         |
| Arbeiderdemokratene         | 4,2                      | +4,2                       | 6        | +6                         |
| Andre 1                     | 1,8                      | +1,2                       | 3        | +3                         |
| Total                       | 100                      | 0                          | 123      | 0                          |

1Frisinnede Venstre